# Lag Oscarius
Lag Oscarius representerade Sverige vid VM 1972 och 1973 samt vid EM 1975. Laget leddes av skippern Kjell Oscarius och övriga deltagare var Bengt Oscarius, Claes-Göran "Boa" Carlman och Tom Schaeffer. Laget kom från Djursholms CK. Tom Schaeffer och Boa Carlman deltog också vid VM 1978 med en annan lagkonstellation.

## Meriter
- Europamästerskap 
  - Silver 1975
- Världsmästerskap 
  - Guld 1973